# Óscar Ortega
Óscar Horacio Ortega Magliano (Berabevú, Argentina, 3 de mayo de 1990) es un futbolista argentino. Juega de delantero y actualmente se encuentra en Huachipato de la Primera División de Chile.

## Estadísticas

### Clubes
| Club                     | Div           | Temporada     | Liga  | Liga  | Copas nacionales(1) | Copas nacionales(1) | Torneos internacionales(2) | Torneos internacionales(2) | Total(3) | Total(3) |
| Club                     | Div           | Temporada     | Part. | Goles | Part.               | Goles               | Part.                      | Goles                      | Part.    | Goles    |
| ------------------------ | ------------- | ------------- | ----- | ----- | ------------------- | ------------------- | -------------------------- | -------------------------- | -------- | -------- |
| Santiago Morning · Chile | 2.ª           | 2012          | 32    | 15    | 3                   | 0                   | —                          | —                          | 35       | 15       |
| Unión Temuco · Chile     | 2.ª           | 2013          | 9     | 1     | 2                   | 0                   | —                          | —                          | 11       | 1        |
| Unión Temuco · Chile     | Total club    | Total club    | 9     | 1     | 2                   | 0                   | 0                          | 0                          | 11       | 1        |
| Deportes Temuco · Chile  | 2.ª           | 2013-14       | 25    | 6     | 5                   | 1                   | —                          | —                          | 30       | 7        |
| Deportes Temuco · Chile  | Total club    | Total club    | 25    | 6     | 5                   | 1                   | 0                          | 0                          | 30       | 7        |
| Santiago Morning · Chile | 2.ª           | 2014-15       | 32    | 7     | —                   | —                   | —                          | —                          | 32       | 7        |
| Santiago Morning · Chile | 2.ª           | 2015-16       | 23    | 4     | 6                   | 3                   | —                          | —                          | 29       | 7        |
| Santiago Morning · Chile | 2.ª           | 2016-17       | 24    | 7     | 2                   | 1                   | —                          | —                          | 26       | 8        |
| Santiago Morning · Chile | 2.ª           | 2017          | 14    | 1     | 2                   | 0                   | —                          | —                          | 16       | 1        |
| Santiago Morning · Chile | 2.ª           | 2018          | 28    | 8     | 1                   | 0                   | —                          | —                          | 29       | 8        |
| Santiago Morning · Chile | 2.ª           | 2019          | 24    | 5     | 4                   | 4                   | —                          | —                          | 28       | 9        |
| Ñublense · Chile         | 2.ª           | 2020          | 26    | 11    | —                   | —                   | —                          | —                          | 26       | 11       |
| Ñublense · Chile         | Total club    | Total club    | 26    | 11    | 0                   | 0                   | 0                          | 0                          | 26       | 11       |
| Santiago Morning · Chile | 2.ª           | 2021          | 14    | 6     | 1                   | 0                   | —                          | —                          | 15       | 6        |
| Santiago Morning · Chile | 2.ª           | 2022          | 21    | 12    | 1                   | 0                   | —                          | —                          | 22       | 12       |
| Santiago Morning · Chile | 2.ª           | 2023          | 20    | 9     | 2                   | 0                   | —                          | —                          | 22       | 9        |
| Santiago Morning · Chile | 2.ª           | 2024          | 30    | 5     | —                   | —                   | —                          | —                          | 30       | 5        |
| Santiago Morning · Chile | Total club    | Total club    | 262   | 79    | 22                  | 8                   | 0                          | 0                          | 284      | 87       |
| Huachipato · Chile       | 1.ª           | 2025          | 4     | 0     | 6                   | 0                   | —                          | —                          | 10       | 0        |
| Huachipato · Chile       | Total club    | Total club    | 4     | 0     | 6                   | 0                   | 0                          | 0                          | 10       | 0        |
| Total carrera            | Total carrera | Total carrera | 326   | 97    | 35                  | 9                   | 0                          | 0                          | 361      | 106      |

## Palmarés

### Campeonatos nacionales
| Título    | Club     | País  | Año  |
| --------- | -------- | ----- | ---- |
| Primera B | Ñublense | Chile | 2020 |